# 小比爾·霍斯凱特
威爾莫·弗瑞德瑞克·霍斯凱特（英語：Wilmer Frederick Hosket，1946年12月20日—），出生於美國俄亥俄州的代頓，美國前職業籃球運動員，職業生涯先後效力於紐約尼克以及水牛城勇士，場上位置為大前鋒和中鋒。

## 大學時期
霍斯凱特早年效力於俄亥俄州立大學七葉樹隊，每場比賽場均能夠取得19.5分以及12.3個籃板。在俄亥俄州大的最後一年，霍斯凱特成功率領七葉樹隊殺進入了NCAA四強賽，然而最終只榮獲了第三名。
1968年夏天，霍斯凱特受到徵召參加了1968年夏季奧林匹克運動會，並隨美國國家隊奪得奧運金牌。

## 職業生涯
離開俄亥俄州大後，霍斯凱特宣布參加1968年NBA選秀大會，並於首輪第十順位為紐約尼克選中。在效力於尼克的第二年，霍斯凱特場均能攻下3.3分和1.8個籃板。隨著尼克隊在總決賽中以4−3淘汰洛杉磯湖人隊後，霍斯凱特收穫了職業生涯的唯一一枚冠軍戒指。
奪冠後不久，霍斯凱特轉投新成立的水牛城勇士。但隨著霍斯凱特的慢性膝傷問題，他幾乎缺席了將近一半的賽季，最終迫使他決定提前退休。四年職業生涯中，霍斯凱特場均能取得4.0分和2.5個籃板。

## 職業生涯數據

### NBA例行賽數據統計
| 1968–69  | NYK      | 50  |  | 7.0  | 43.1 |  | 57.1 | 1.9 | 0.4 |  |  |  | 1.5 | 2.6 |
| 1969–70  | NYK      | 36  |  | 6.5  | 50.5 |  | 78.8 | 1.8 | 0.5 |  |  |  | 1.0 | 3.3 |
| 1970–71  | BUF      | 13  |  | 16.7 | 52.2 |  | 64.7 | 5.8 | 1.5 |  |  |  | 2.1 | 8.1 |
| 1971–72  | BUF      | 44  |  | 13.5 | 49.2 |  | 80.8 | 2.8 | 0.9 |  |  |  | 1.8 | 5.0 |
| 職業生涯 | 職業生涯 | 143 |  | 9.8  | 48.5 |  | 71.5 | 2.5 | 0.7 |  |  |  | 1.5 | 4.0 |

### NBA季後賽數據統計
| 1968–69  | NYK      | 4 |  | 5.5 | 50.0 |  | 0.0  | 1.8 | 0.5 |  |  |  | 0.8 | 1.5 |
| 1969–70  | NYK      | 5 |  | 5.8 | 40.0 |  | 75.0 | 1.0 | 0.4 |  |  |  | 1.2 | 2.2 |
| 職業生涯 | 職業生涯 | 9 |  | 5.7 | 43.8 |  | 60.0 | 1.3 | 0.4 |  |  |  | 1.0 | 1.9 |

## 退休生活
- 在以球員身份退役後，霍斯凱特投入造紙業發展了30年，但他並沒有完全離開籃球。他曾在美國奧林匹克委員會任職過三屆的委員。此外，他還在他的故鄉俄亥俄州創立了Buckeye籃球訓練營。

- 霍斯凱特是俄亥俄州立大學名人堂成員。2002年，他獲得了俄亥俄州高中體育協會頒發的最高榮譽－道德與誠信獎。2006年，霍斯凱特正式入選俄亥俄州籃球名人堂。[3][4]

## 外部連結
- 小比爾·霍斯凱特在fiba.basketball（英语）
- 小比爾·霍斯凱特在archive.fiba.com（archived）（英语）
- 小比爾·霍斯凱特在NBA（英语）
- 小比爾·霍斯凱特在Basketball-Reference.com（NBA）（英语）
- 小比爾·霍斯凱特在Basketball-Reference.com（國際）（英语）
- 小比爾·霍斯凱特在Sports-Reference.com（NCAA）（英语）
- 小比爾·霍斯凱特在RealGM（英语）
- 小比爾·霍斯凱特在Olympedia（英语）
- Bill Hosket estadísticas NBA, ficha, datos personales, draft, finales, premios, all-stars （页面存档备份，存于）
- Ficha de Hosket en Basketpedya.com